# Copa Mundial de Fútbol Sub-17 de 2021
La XIX Copa Mundial de Fútbol Sub-17 (en inglés: FIFA U-17 World Cup Peru 2021) se iba a llevar a cabo el año 2021 en Perú con jugadores nacidos desde el 1 de enero de 2004. Perú acogería el torneo luego de la designación de la sede por parte de la FIFA el 23 de octubre de 2019.
Esta edición quedó cancelada debido a la pandemia de COVID-19.

## Candidaturas oficiales
El 4 de septiembre de 2019 la FIFA anunció los dos países que presentaron de forma correcta las candidaturas para organizar este evento deportivo:
- Perú
- Indonesia

La asignación de la sede se dio el 23 de octubre de 2019 por el Consejo de la FIFA en Shanghái, China, que designó a Perú como anfitrión.

## Organización

### Sedes
| Piura                                 | Chiclayo Lima Piura Trujillo Moquegua       | Chiclayo                                  |
| Estadio Miguel Grau Capacidad: 25,000 | Chiclayo Lima Piura Trujillo Moquegua       | Estadio Elías Aguirre Capacidad: 23,500   |
|                                       | Chiclayo Lima Piura Trujillo Moquegua       |                                           |
| Trujillo                              | Lima                                        | Moquegua                                  |
| Estadio Mansiche Capacidad: 25,000    | Estadio Nacional del Perú Capacidad: 43,086 | Estadio 25 de Noviembre Capacidad: 21,000 |
|                                       |                                             |                                           |